# Эйдинов, Григорий Борисович
Григо́рий Бори́сович Эйди́нов (28 августа (10 сентября) 1908, Баку — 2 мая 1977, Москва) — советский государственный и партийный деятель БССР.

## Биография
Окончил Институт подготовки кадров при Институте красной профессуры в Москве (1933), Высшую партийную школу при ЦК КПСС (1958).
С 1928 года — на партийной и комсомольской работе в Москве, Московской области и на Северном Кавказе.
В 1935 году был переведен в БССР, начальник политотдела Освейской МТС, 2-и секретарь Шкловского, 1-й секретарь Кормянского РК КП(б)Б, заместитель главы Белгоскино, заместитель начальника управления кинофикации при СНК БССР.
С 1938 года в ЦК КП(б)Б: заведующий культпросветотдела, а после инструкторского отдела.
22 декабря 1940 года III пленумом был выбран 3-м секретарем ЦК КП(б)Б, 26 марта 1941 года был избран секретарем по авиационной промышленности, а 26 августа 1943 года стал заместителем секретаря ЦК КП(б)б по промышленности Владимира Малина и заведующим промышленным отделом ЦК КП(б)б.
Во время Великой Отечественной войны в 1942 году возглавлял Северо-Западную оперативную группу ЦК КП(б)Б, которая руководила партизанским движением на территории Витебской и северных районов Минской и Могилёвской областей, с сентября 1942 года — 1-й заместитель начальника Белорусского штаба партизанского движения.
В июне 1944 года был назначен председателем Госплана БССР и заместителем председателя СНК БССР. В феврале 1946 года освобожден от обязанностей председателя Госплана. Вновь назначен на эту должность в июне 1946 года. Освобождён от неё в апреле 1947 года.
С июня 1948 года — заместитель министра лесного хозяйства РСФСР по общим вопросам.
С 1967 до 1977 года являлся заместителем председателя Государственного комитета Совета Министров РСФСР по использованию трудовых ресурсов.
В 1940—1949 избирался членом ЦК КП(б)Б, в 1940—1947 — член Бюро ЦК КП(б)Б, избирался депутатом Верховного Совета БССР (1938—1951) и депутатом Верховного Совета СССР (1946—1950).
Похоронен на Кунцевском кладбище в Москве.

## Награды
15 августа 1944 года за образцовое выполнение заданий правительства по развитию партизанского движения в Беларуси и достигнутые успехи в борьбе с немецкими захватчиками был награждён орденом Ленина.
20 июня 1940 года за выдающиеся заслуги в деле развития белорусского театрального и музыкального искусства был награждён орденом Трудового Красного Знамени.

## В воспоминаниях
Писатель Анатолий Рыбаков, учившийся в одной школе с Эйдиновым, так вспоминал о нём:
…сын бурового мастера из Баку, типичный комсомолец начала двадцатых годов, летом — в кожаной куртке, зимой — в длинной кавалерийской шинели и кубанке, впрочем, вежливый, когда надо — благожелательный. Он сразу изменил общественную атмосферу, организовал комсомольскую ячейку, создал самоуправление, в школе стали отмечать революционные праздники.
<…>
В начале тридцатых годов я, отовсюду исключенный, явился на разбор своего дела в Московский комитет комсомола. На диване, окруженный парнями и девушками, сидел Гриша в своей длинной шинели и кубанке. Пристально и сурово посмотрел на меня, отстранив этим взглядом, и отвернулся. Не хотел узнавать.
<…>
Мы встретились с ним почти через 35 лет. В декабре 1965 года он неожиданно позвонил мне, сказал, что читает мои книги, и предложил зайти, поболтать. <…> Грише было уже под шестьдесят, появилось сановное брюшко, лицо стало одутловатым, отчего еще очевидней проступала его асимметрия. Он провел меня в большой полутемный кабинет, уставленный дорогими книжными шкафами, книги лежали и на столе рядом с газетами и журналами — кабинет крупного партийного деятеля, к тому же интеллектуала…
<…>
Вокруг него падали и сослуживцы, и родственники, а он уцелел, хотя по своей интеллигентности никак, казалось, не вписывался в среду партийных аппаратчиков, значит, умел держаться так, чтобы ничем не уязвлять их посредственность. Начинал как человек яркий, но быстро сообразил, что в сталинской системе яркие личности сгорают мгновенно.